# 涿鹿故城
涿鹿故城又称黄帝城，位于中国河北省张家口市矾山镇三堡村北，为张家口市涿鹿县的一个省级文物保护单位，类型为古遗址，公布时间为1993年7月15日。
2019年时，全国人大代表郭建仁提出《关于确认河北涿鹿桥山黄帝陵和设立涿鹿桥山黄帝陵国家公祭的建议》。11月21日，国家文物局网站发布《国家文物局对十三届全国人大二次会议第7979号建议的答复》表示，文物部门曾多次对遗址进行调查、试掘。2014年时，河北省文物研究所、吉林大学边疆考古研究中心和涿鹿县文物局组织联合发掘情况表明，涿鹿故城的始建年代可能不会早于战国时期，在涿鹿故城的周边地区则发现了新石器时代晚期的遗存。涿鹿故城遗址的性质与归属问题还需要深入的学术研究，尚不能从考古学角度对涿鹿黄帝陵进行确认。